# 古典調律
古典調律（こてんちょうりつ）または古典音律（こてんおんりつ）とは、西洋音楽の歴史上で用いられてきた、様々な音律（調律法）の総称である。普通は近現代で一般化している平均律を除いた、なおかつ歴史的な理論体系を持つ音律を指す。

## 歴史
ピタゴラス音律は純正な完全五度音程に基づく音律であり、中世のヨーロッパの音楽理論はピタゴラス音律に基づいていた。ピタゴラス音律の三度音程は純正とならないため、三度音程は不協和音程として扱われていた。ルネサンス時代に入ると三度の和音が多用されるようになり、ピタゴラス音律と反対に純正五度を犠牲にして三度が可能な限り純正になるようにする中全音律（ミーントーン）が考案され、鍵盤楽器の調律に用いられた。中全音律はウルフの五度のために使用できる調に制限がある。バロック時代にはより広範な調を演奏可能とする様々な不等分律が考案された。平均律はフレットを持つ弦楽器には採用されたものの、鍵盤楽器においては調律に困難を伴うため一般的ではなかった。18世紀後半からは鍵盤楽器においても平均律を使用することが普及していき、19世紀後半以降は平均律が標準的な音律となった。
古典調律が一般的であった時代に作曲された音楽には、古典調律の調性による響きの差異を生かしたものもあり、そのような作品は平均律による演奏では十分に持ち味が生かせないこともある。古楽器を用いるなど、作曲当時の演奏様式の再現を志向する場合、音律もそれに応じて作曲年代や地域に相応しいものから選択することが一般的になっている。

## 主な古典調律
- ピタゴラス音律
- 純正律
- 中全音律
- 改良型中全音律
- ヴェルクマイスター第3法（第1技法第3番）
- キルンベルガー第3法
- ヴァロッティ音律

## 関連人物
- ピエトロ・アーロン
- ミヒャエル・プレトリウス
- アルプ・シュニットガー
- フランソワ・クープラン
- ジャン＝フィリップ・ラモー
- アンドレアス・ヴェルクマイスター
- アンドレアス・ジルバーマン
- ゴットフリート・ジルバーマン
- ヨハン・フィリップ・キルンベルガー
- フランチェスコ・アントニオ・ヴァロッティ
- トマス・ヤング